# Jon Moss

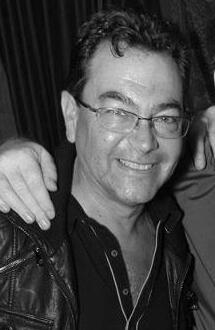
Jon Moss (2011)

Jonathan Aubrey „Jon“ Moss (* 11. September 1957 in London) ist ein britischer Schlagzeuger und Mitglied der Popgruppe Culture Club.

## Werdegang
In der Schule zeigte er eine starke Neigung zu Sport. Besonders interessierte ihn das Boxen.
Nach der Schule arbeitete er zuerst als Tape Operator in den Marquee Studios. Dann lernte er das Schlagzeugspielen, und trotz einer Menge akademischer Fähigkeiten wuchs sein Wunsch, Musiker zu werden, mit der Zeit immer mehr.
Nachdem er den Beruf als Tape Operator aufgegeben hatte, hielt er sich mit Gelegenheitsjobs über Wasser. Dann begann er eine Ausbildung als Drucker und wurde später Lastwagenfahrer.
Letztendlich schaffte er es als Assistent in eine Musikagentur und erreichte dann schließlich auch einen Job in dieser Sparte.
Die erste Band, in der er tätig war, war Phone Bone Boulevard, daraufhin folgten dann Gruppen wie Pastrami Barmy und Eskimo Norbert, bevor er bei The Clash Schlagzeuger wurde. Da er sich in dieser Band aber nicht anpassen konnte, verließ er sie wieder und wurde Mitglied bei The Damned, in der auch Captain Sensible vor seiner Solokarriere war. Nach einem Autounfall 1977 trennte er sich von The Damned. Moss trat später auch mit The Edge und danach mit Adam and the Ants auf. 
Als letztes stieß er auf Boy George, der für seine damals noch Sex Gang Children genannte Gruppe einen Schlagzeuger suchte. Jon Moss, der ebenfalls neu hinzugekommene Roy Hay, Mikey Craig und Boy George nannten sich dann Anfang der 1980er Jahre Culture Club.
Während der Zeit von Culture Club hatte Jon Moss eine nicht geheimgehaltene, aber auch nicht veröffentlichte Beziehung mit Boy George. Als diese Beziehung endete, wurde Boy George drogenabhängig, und die Band löste sich 1986 auf. Moss heiratete und wurde Vater von drei Kindern. Seit 2010 ist er geschieden. 
In der Zeit zwischen dieser Auflösung und der weniger erfolgreichen Reunion 1998 zog sich Moss weitgehend aus dem Musik-Geschäft zurück.
2006 war er mit Mikey Craig, Roy Hay und Sam Butcher als neuer Sänger unter dem Namen Culture Club Reborn auf einer kleinen Tournee durch England. Seit 2014 tourt er wieder mit Culture Club in der Originalbesetzung.